# The Villains
The Villains ist eine Akustik-Rockband aus Hohenstein-Ernstthal. Die vier Musiker wurden als erste Band bei „esox music“, dem eigenen Plattenlabel des Subway-to-Sally-Frontmanns Eric Fish, unter Vertrag genommen.

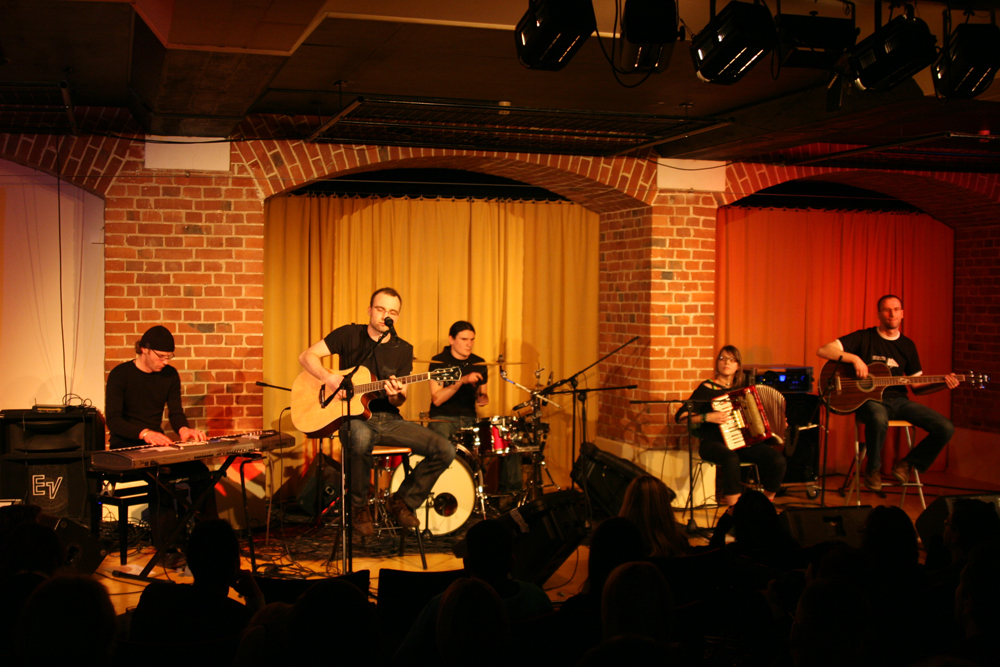
The Villains live am 7. März 2009 im Kabarettkeller in Chemnitz

## Geschichte
2003 gründete sich die Band um Sänger und Gitarrist Jan Hößler. 2004 veröffentlichte die Band ihre erste EP namens „Stair Case“. 2007 erschien unter esox music die LP „Plastic Pilots“. Neben René Szatmari am Schlagzeug und Sandro Herdt am Bass komplettierte 2007 Gerit Hecht am Piano die heutige Bandzusammensetzung und die Band wechselte vom Poprock zu Akustik Rock. Im März 2009 veröffentlichten sie ebenfalls unter esox music ihr erstes Akustikalbum „Slow Train“ mit der Single-Auskopplung „Wieso sitzen sie da“, bei der Subway to Sally Frontman Eric Fish als Gastsänger mitwirkte.

## Veröffentlichungen
- EP „Stair Case“ (März 2004)
- LP „Plastic Pilot“ (März 2007) Label: esox music; Mitwirkende: Eric Fish als Gastsänger bei „wilfried bauer“
- Single „Wieso sitzen sie da“ (Dezember 2008); Mitwirkende: Eric Fish als Gastsänger
- LP „Slow Train“ (März 2009) Label: esox music; Mitwirkende: Eric Fish als Gastsänger bei „wieso sitzen sie da“ und „the boatman dance“, Rainer Michalek als Gastsänger bei „what is it worth“, Maria Streiter mit Akkordeon bei „slow train“ und „the boatman dance“